# Relais & Châteaux
Relais & Châteux er en sammenslutning af selvstændige luksushoteller og -restauranter. Sammenslutningen har pr. 2019 over 550 medlemmer fordelt over 70 lande på fem kontinenter.

## Historie
I 1954 grundlagde otte hoteller beliggende på den berømte Route Nationale 7 mellem Paris og Nice forløberen til Relais & Châteux: "Relais de Champagne". De delte det samme værdigrundlag og reklamerede sig med det samme slogan "Route de Bonheur". I 1975 under ledelse af direktør Joseph Olivereau opstod navnet Relais & Châteux første gang.

### Tidslinje
- 1954: "Relais de Champagne" oprettes af Marcel og Nelly Tilloy syv andre restauratører langs den berømte Route Nationale 7. De 8 grundlæggende etablissementer: Auberge des Templiers, the Hôtellerie du moulin des Ruats (Avallon), Hostellerie du Chapeau Rouge (Dijon), Hôtellerie La Roseraie, Hôtel de Baix - Hôtellerie La Cardinale, Petite auberge, Château de Meyrargues, Hostellerie du Monastery royal de l' Abbaye de La Celle. Ved sammenslutningen forpligtede etablissementerne sig på at levere særlig god service og lokal mad.
- 1960: De første etablissementer åbner i Spanien (L'Hostal de la Gavina) og i Belgium (Le Moulin Hideux).
- 1971: "Relais de Champagne" får ny præsident, Joseph Olivereau.
- 1972: Oprettelsen af "Relais gourmands" inden for "Relais de Champagne".
- 1973: Falsled Kro bliver det første danske etablissement til at blive medlem.

- 1975: "Relais de Champagne" og Relais gourmands" slås sammen med "Châteaux-hotels" og kæden med det nuværende navn, Relais & Châteaux, ser dagens lys.

- 1984: Det nuværende logo introduceres, og det er inspireret af en fleur-de-lis og en sommerfugl.

- 1986: Régis Bulot bliver ny præsident efter Joseph Olivereau.
- 1988: Den japanske delegation oprettes.
- 1995: Relais & Châteaux får sit første website og reservationscenter.
- 2004: Kinas første etablissement, Chaptel Hangzhou, bliver medlem.
- 2005: Kæden får en ny præsident, Jaume Tàpies.
- 2013: Philippe Gombert overtager posten som præsident efter Jaume Tàpies.[2]

### Manifest for bevarelse af verdens madkulturer og gæstservice
I slutningen af 2014 præsenterede Relais & Châteaux et manifest til UNESCO. Manifestet præsenterer sammenslutningens tyve forpligtigelser fordelt på tre områder, som er forbundet af bæredygtig udvikling og respekt for kulturelle traditioner: Bevarelsen af verdens lokale hoteller og køkkener; deling af passionen for skønhed; handling for en mere human verden. I et interview fra 2015 fortalte kædens vicepræsident, at menneskehedens arv også er karakteriseret af forskelligheden i vores madtraditioner.

### Etablissementer i Danmark
I efteråret 2021 var der 5 etablissementer i Danmark, der var medlemmer af Relais & Châteaux:
- Dragsholm Slot
- Falsled Kro
- Restaurant Frederikshøj
- Restaurant Kong Hans Kælder
- Restaurant Lieffroy